# Zrąb narządu
Zrąb (łac. stroma) – część narządu, która pełni funkcję podporową, podtrzymując część funkcjonalną narządu (jego miąższ). U człowieka najczęściej tworzony jest przez tkankę łączną, wyjątkami są ośrodkowy układ nerwowy, którego zrąb tworzony jest przez glej i grasica, której miąższ zbudowany jest z tkanki nabłonkowej.